# تنت‌خیتا
تنت‌خیتا (انگلیسی: Tentkheta) همسر بزرگ سلطنتی آماسیس دوم در دودمان بیست و ششم مصر بود.

## زندگی‌نامه
تنت‌خیتا یکی از همسرانی بود که برای فرعون آماسیس دوم شناخته شده بود. او دختر یک کشیش پتاح به نام پادینه بود. او مادر پسر پادشاهی به نام خنوم-اب-رع و مادر فرعون پسامتیک سوم بود. تنت‌خیتا دارای القاب همسر پادشاه و ناظر بر امور خانه آکاسیا بود.